# Renato Galli
Renato Galli (Milano, 19 luglio 1937 – Novate Milanese, 4 maggio 2017) è stato un pugile italiano, che ha combattuto nella categoria piuma.

## Biografia
Nato nel 1937 a Milano, era conosciuto nel mondo del pugilato con il soprannome di "Marcellino", dall'omonimo film del 1955, in riferimento alle umili origini.
La sua carriera da professionista iniziò nel 1960 e culminò con la vittoria, nel 1968, del titolo italiano vacante dei pesi piuma battendo ai punti Giovanni Girgenti sul ring casalingo di Novate Milanese.
Perse il titolo quattro mesi dopo, sempre a Novate, dai pugni del triestino Nevio Carbi, ai punti in dodici riprese. Un altro tentativo, il 20 febbraio 1972 a Palermo, ancora contro Girgenti, si concluse con una sconfitta ai punti. 
Durante la sua carriera ha combattuto con avversari di grande livello come il futuro Campione del Mondo José Legrá, da lui affrontato a Barcellona nel 1964, perdendo ai punti in otto riprese. Nel 1962 incontrò a Dortmund il futuro Campione d'Europa dei leggeri e dei superleggeri Willy Quatuor e nel 1969 incontrò a Madrid anche l'ex Campione d'Europa Manuel Calvo.
È morto il 4 maggio 2017 nella sua abitazione di Novate Milanese, all'età di 79 anni.